# Henri Moissan
Ferdinand Frederic Henri Moissan (ur. 28 września 1852 w Paryżu, zm. 20 lutego 1907 tamże) – francuski chemik i farmaceuta, laureat Nagrody Nobla w dziedzinie chemii.
Był profesorem chemii Akademii Farmaceutycznej (1887–1900) i uniwersytetu (od 1900) w Paryżu. Najważniejsze prace badawcze Moissana to otrzymanie fluoru (1886) i wielu jego związków, budowa elektrycznych pieców łukowych (1892), próby syntezy diamentów (1883), otrzymanie po raz pierwszy karbidu (1892) i innych węglików, wodorków, krzemków, borków, otrzymanie czystego molibdenu (1895), wolframu (1897), uranu i wanadu.
W roku 1906 otrzymał Nagrodę Nobla w zakresie chemii. Pokonał tym samym swojego najważniejszego kontrkandydata – Dymitra Mendelejewa.